# Megarhyssa greenei
Megarhyssa greenei är en stekelart som beskrevs av Henry Lorenz Viereck 1911. Megarhyssa greenei ingår i släktet Megarhyssa och familjen brokparasitsteklar. Inga underarter finns listade i Catalogue of Life.